# Jørgen Bækmark
Jørgen Bækmark (født 9. november 1929 i Vendsyssel, død 21. december 2021 i Hammel) var en dansk møbelarkitekt. 
Han er opvokset i Ebeltoft som søn af en bankfunktionær og en fysioterapeut. 
1950 blev han udlært som møbelsnedker med svendebrev i 1950 og efterfølgende uddannede han sig til møbelarkitekt på Kunsthåndværkerskolen og Kunstakademiets Møbelskole. 
Han ledede fra 1958 til 1967 FDB-møblers tegnestue, hvor man tegnede enkle, tidløse træmøbler, som blev fremstillet på maskinværksteder for at holde fremstillingsprisen nede. Han har blandt andet designet spisebordsstolene i J80 serien, en let spisestol i egetræ med pinde i ryggen. Hans mål var, at møbler skal passe til mennesker og ikke omvendt. 1968 begyndte Jørgen Bækmark at undervise på Kunsthåndværkerskolen i København.